# Burgers' zoo
Le Burgers' Zoo (en néerlandais : Koninklijke Burgers' Zoo) est un parc zoologique néerlandais situé dans la province de Gueldre, à Arnhem. Ouvert en 1913, il couvre environ 45 hectares. Il est fréquenté en 2013 par 1,47 million de visiteurs.

## Historique
Le Burger's zoo a été créé en 1929 par Johan Burgers. 

## Installations et espèces présentées
Le zoo est divisé en 7 espaces :
- Burgers' Dierenpark (le zoo original, il y vit notamment les éléphants d'Asie; les gorilles et les chimpanzés).
- Burgers' Safari (un vaste espace africain avec des girafes, des zèbres, des lions et des guépards).
- Burgers' Bush (une gigantesque forêt tropicale sous serre de 1,5 hectare), créée en 1988, on y trouve des oryctéropes, loutres naines, oiseaux, iguanes verts, anolis de la Guadeloupe, caimans, tortues...
- Burgers' Mangrove (l'écosystème d'une mangrove reconstitué). Ouverte en 1992, elle servait auparavant d'essai pour le Bush. En 2017, elle a été détruite, afin de construire une nouvelle serre de 3 000 m2, consacrée aux mangroves du Belize, avec lamantins, papillons, crabes, raies, cichlidés et oiseaux.
- Burgers' Desert (un désert intérieur de 7 500 m2 basé sur le désert de Sonora en Amérique du Nord). On peut y observer des oiseaux, reptiles, pécaris, mouflons, lynx roux...
- Burgers' Ocean (un aquarium de 8 millions de litres d'eau de mer, dont le plus grand bassin, peuplé de requins, en contient 3 millions. Il s'y trouve aussi le plus grand récif corallien d'Europe).
- Burgers' Rimba (un espace asiatique indonésien inauguré en 2008 où vivent entre autres, des ours malais, des gibbons et des tigres.